# Emil Dittler (Mineraloge)
Emil Dittler (* 29. Oktober 1882 in Graz; † 3. November 1945 in Wien) war ein österreichischer Mineraloge und Chemiker.
Dittler studierte nach dem Abitur 1902 zunächst Jura und dann Naturwissenschaften und insbesondere Chemie und Mineralogie an der Universität Graz, an der er 1907 promoviert wurde. 1908 wurde er Assistent am Lehrstuhl für Organische Chemie der TH Graz, legte 1908 seine Lehramtsprüfung ab und wurde 1909 Assistent am Lehrstuhl für Mineralogie an der Universität Wien. Nach der Habilitation 1911 wurde er 1912 Lehrer am Staatsgymnasium in Leoben und außerdem Privatdozent an der Montanistischen Hochschule Leoben. Nach Wehrdienst im Ersten Weltkrieg war er zunächst Chemielehrer in Wien und ab 1921 als Nachfolger von Cornelio Doelter y Cisterich außerordentlicher Professor und Leiter des Mineralogischen Instituts der Universität Wien. 1928 wurde er ordentlicher Professor.
Er befasste sich mit Silikatchemie (besonders Feldspate) einschließlich Verhalten bei hohen Temperaturen und Synthese von Feldspaten. Außerdem unternahm er zahlreiche chemisch-analytische Untersuchungen von Mineralien. Weitere Arbeiten betrafen Minerallagerstätten und Thermalquellen und deren Sinterbildung.
1925 wurde er Mitglied der Leopoldina.

## Schriften
- mit Alexander Köhler: Gesteinsanalytisches Praktikum, De Gruyter 1933
- Mineralsynthetisches Praktikum, Dresden: Steinkopff 1915 (mit einem Beitrag über optische Untersuchungsmethoden von Hermann Michel)